# Trần Quốc Uất
Trần Uất (chữ Hán: 陳蔚; ? – ?), là một tông thất hoàng gia Đại Việt thời nhà Trần trong lịch sử Việt Nam.

## Thân thế
Trần Uất là con trai út của vua Trần Thái Tông. Không rõ ông sinh vào năm nào nhưng có khả năng trong thời gian Thái Tông ở ngôi Thái thượng hoàng (1258–1277).
Ông được phong tước Minh Hiến vương trước năm 1284.

## Cuộc đời
Tháng 12 (ÂL) năm 1284, quân Nguyên xâm lược Đại Việt. Quân đội nhà Trần thất thế, phải liên tục rút chạy. Hưng Vũ vương Trần Quốc Nghiễn, Minh Hiến vương Trần Uất, Hưng Nhượng vương Trần Quốc Tảng, Hưng Trí vương Trần Quốc Hiện đốc suất 20 vạn quân các xứ Bàng Hà, Na Sầm, Trà Hương, Yên Sinh, Long Nhãn đến hội quân ở Vạn Kiếp, nghe theo quyền điều khiển của Hưng Đạo vương Trần Quốc Tuấn.
Mùa hạ năm 1312, Minh Hiến vương theo vua Trần Anh Tông đánh Chiêm Thành. Trước đó, khi đóng quân ở trại Câu Chiêm, Minh Hiến vương phạm tội mà bị đuổi khỏi doanh trại, nhờ Phạm Ngũ Lão biết chuyện mà giúp đỡ.
Không rõ Minh Hiến vương mất năm nào.

## Tình bạn
Minh Hiến vương Trần Uất chơi thân với con rể của Hưng Đạo vương là Phạm Ngũ Lão. Hai người về tình nghĩa thì rất thân nhưng lễ ý thì sơ sài. Minh Hiến vương thường tự ý ra khỏi cung để đến nhà Phạm Ngũ Lão, ngồi cùng một chiếu. Khi về thì Phạm Ngũ Lão thường biếu vàng bạc cho Uất, hễ Uất cần gì thì đều không tiếc bỏ. Người đời gièm pha rằng Phạm Ngũ Lão "cậy của mà giữ lễ tiết sơ sài", còn Minh Hiến thì "ham của mà quên mất cả phận trên dưới". Lời gièm pha đến tai vua, nhà vua quở trách Phạm Ngũ Lão:
Minh Hiến là hoàng tử, sao ngươi lại khinh xuất thế!
Sau Minh Hiến vương lại đến nhà chơi, Phạm Ngũ Lão vẫn ngồi cùng chiếu, nói:
"Ân chúa nhớ đến nhà tôi nữa mà Thánh thượng quở trách tôi.
Nhưng rồi Minh Hiến vương vẫn qua lại thường xuyên còn Phạm Ngũ Lão vẫn không đổi nết cũ.
Đến khi đóng quân ở trại Câu Chiêm, Minh Hiến vương ở trong trại bàn luận phóng túng khiến quân sĩ phân tâm. Vua nổi giận, đuổi ra khỏi doanh, lại lệnh cho các quân không được thu nhận. Minh Hiến vương cùng các gia đồng phải ngủ ở ngoài đồng. Phạm Ngũ Lão biết tin, vội mời Minh Hiến vào trại rồi nói:
Thánh thượng quở trách ân chúa mà đuổi ra ngoài, lỡ bị giặc bắt thì chúng cứ bảo là bắt được hoàng tử chứ biết đâu là bị vua quở trách. Tôi thà chịu tội vì trái lệnh vua chứ không nỡ làm lợi cho giặc.
Vua biết chuyện nhưng cũng không trách Phạm Ngũ Lão. Trận này quân Việt chiến thắng. Còn Minh Hiến vương với Phạm Ngũ Lão vẫn thân nhau như xưa.

## Trong văn hóa
Trong tín ngưỡng thờ Đức thánh Trần, Minh Hiến vương Trần Quốc Uất hay Trần Quốc Úy (chữ Hán: 陳國蔚) là một trong Tứ vị vương tử. Theo đó, ông được cho là con trai thứ ba của Hưng Đạo vương Trần Quốc Tuấn, tước hiệu là Hưng Hiến vương (興憲王) chứ không phải Minh Hiến vương.
Nhầm lẫn này có thể xuất phát từ tiểu thuyết Hưng Đạo vương của Phan Kế Bính (xuất bản năm 1914). Trong tiểu thuyết, Hưng Hiến vương Trần Quốc Úy được giới thiệu là con trai đứng hàng thứ hai của Trần Hưng Đạo, sau Trần Quốc Nghiễn và trước Trần Quốc Tảng, Trần Quốc Hiện. Khi tham gia kháng chiến chống Nguyên, bốn ông được gọi là "bốn vị vương tử".
Trong sách Việt Nam sử lược của Trần Trọng Kim xuất bản lần đầu năm 1919, tước hiệu của Minh Hiến vương bị nhầm thành Hưng Hiếu vương, là tước của một vị tướng khác thời Trần Minh Tông.